# Anton Hansmann
Anton Hansmann (* 1821 in Köln; † nach 1870) war ein deutscher Porträt- und Miniaturenmaler.

## Leben
Hansmanns Biographie ist nur fragmentarisch rekonstruierbar. Von 1841 bis 1850 hielt er sich als Schüler von Louis-Charles-Auguste Couder und Jean-Auguste-Dominique Ingres in Paris auf. Anschließend unternahm er 1850–1852 eine Italienreise, um ab 1852 erneut in Paris zu verweilen. Ab spätestens 1854 erhielt er dort Staats- und Privataufträge. 1860 nahm er an der Berliner Akademie-Ausstellung teil, 1861 und Pariser Salon sowie 1863 am Salon des Refusés.

## Werke
- Timoleon d’Espinay, seigneur de Saint-Luc, Marcheal de France (?–1644), Kopie nach einem Gemälde des 17. Jahrhunderts, 1846, Öl/Lw, 71 × 55 cm, Versailles, Musée national des châteaux de Versailles et de Trianon, Inv. Nr. MV 1049
- Christoph Willibald von Gluck (1714–1787), Kopie nach Joseph Siffred Duplessis, Öl/Lw, 74 × 56 cm, Versailles, Musée national des châteaux de Versailles et de Trianon, Inv. Nr. MV 4583
- La vierge, l’enfant Jésus et St. Jean, Kopie nach Simon Vouet, Verbleib unbekannt (Paris, AMN e)
- Selbstporträt, Kopie nach Anthonis van Dyck, Verbleib unbekannt (Paris, AMN e)
- Porträt des Baron Henri de Vicq, Kopie nach Peter Paul Rubens, Verbleib unbekannt (Paris, AMN e) *
- Portrait de sa majesté l’Impératrice (Eugénie), Kopie nach Franz Xaver Winterhalter, Verbleib unbekannt (Base Arcade b)
- Mona Lisa, Kopie nach Leonardo da Vinci, Verbleib unbekannt (Paris, AMN e)
- Le mendiant, Kopie nach Bartolomé Esteban Murillo, Verbleib unbekannt (ebd.)